# L'ispettore Tibbs e il morto senza nome
L'ispettore Tibbs e il morto senza nome è un libro di John Ball ambientato nei pressi di San Francisco e Los Angeles, negli Stati Uniti.

## Trama
Il corpo dello sconosciuto, ucciso da una serie di colpi violenti, galleggia nella piscina di un club di nudisti, ma nessuno dei membri ricorda di aver mai visto la vittima. Un bel dilemma per l'ispettore Tibbs, l'ironico poliziotto afroamericano che dovrà setacciare la città alla ricerca delle tracce di un uomo che nessuno sembra aver conosciuto e di una verità che tutti tentano di tenere nascosta.